# 熊胤震
熊胤震（？—？），字羽青，號冷泉，四川叙州府富顺县人。明朝政治人物。

## 生平
萬曆四十年（1612年）壬子科四川鄉試舉人，天啓二年（1622年）壬戌科進士。任陕西临洮府推官。弟熊胤丰，字羽明，与兄同科舉人，官北京北城兵马司，曾与御史|杨维垣一起查抄魏良卿家产。